# Hochzieltriangulation
Als Hochzieltriangulation werden frühere Methoden der Landesvermessung bezeichnet, wo ein Großteil der Zielpunkte nicht auf der Erdoberfläche liegt, sondern stattdessen Ballons, künstliche Flugkörper, Gestirne oder unzugängliche hohe Berggipfel angezielt werden. Mit Ausnahme der letzteren sind deren Koordinaten veränderlich, so dass sie in der Berechnung der Standpunkte eliminiert werden müssen.
Die einfachste Methode dazu ist das gleichzeitige Anzielen dieser Hochziele von mindestens zwei terrestrischen Standpunkten. Dann können mathematische Schnittverfahren (Schnittebenen) formelmäßig so angesetzt werden, dass die Koordinaten der Hochziele im Berechnungsgang herausfallen (siehe auch Stellartriangulation).
Die Hochzieltriangulation bietet mehrere Vorteile, die heute aber gegenüber den Satellitenmethoden in den Hintergrund getreten sind:
1. Bildung weit ausgedehnter Vermessungsnetze
2. und damit günstigere Fehlerfortpflanzung
3. geringerer Einfluss atmosphärischer Lichtbrechung (terrestrische Refraktion), Vermeidung von Seitenrefraktion
4. keine Notwendigkeit aufwendiger Stabilisierung (Vermarkung, Messpfeiler usw.)
5. völlig unabhängige Kontrolle der terrestrischen Landesvermessung.

Die Methodik geht vermutlich bereits auf das 19. Jahrhundert zurück, wurde aber in den 1950er und 1960er Jahren in mehrfacher Hinsicht weiterentwickelt:
- einerseits durch Winkelmessung mit Spezialinstrumenten (z. B. Kinetheodolite),
- andererseits durch fotografische Aufnahmen der Hochziele vor dem Hintergrund des Sternhimmels,
- und im Rahmen des internationalen Ostseerings vom finnischen Geodäten Yrjö Väisälä mittels hoch fliegender Ballonsonden erfolgreich erprobt. Väisälä konnte damit die Verbindungslinie Helsinki-Turku, die wegen ihrer 150 Kilometer für Messungen entlang der Erdoberfläche viel zu lang ist, mit einer Richtungsgenauigkeit von unter 1″ bestimmen. Dies war 2× besser als das bereits außergewöhnlich genaue Triangulationsnetz von Finnland.

Die rein terrestrische Triangulation mit unzugänglichen Fern- bzw. Hochpunkten wurde u. a. bei Expeditionen eingesetzt – etwa der Österreich-Ungarischen Nordpolexpedition 1872 bis 1874 von Julius Payer und Carl Weyprecht mit dem Eisbrecher „Tegetthoff“. Bei der fernen Vorbeifahrt an Nowaja Semlja konnten durch wiederholte Anzielung von Kaps und markanten Doppelgipfeln die nur ungenauen Küstenkarten verbessert werden, und die Einmessung einiger Inseln und Gipfel im von der Ferne entdeckten Franz-Josef-Land gelang Payer, obwohl das Schiff bereits im Eis festsaß.
Ähnlich ging die indische Große Trigonometrische Vermessung bei der Vermessung der hohen Himalaya-Gipfel vor, als deren höchster der nach dem Chefgeodäten benannte Mount Everest erkannt wurde.
Die kosmische Version der Hochzieltriangulation stützt sich hingegen auf die Nutzung des Sternhimmels als Hintergrund. Er wird samt den Flugkörpern durch ballistische Kameras aufgenommen und liefert damit eine Referenzfläche im Inertialsystem der Sterne. Die Flugkörper (ab 1959 auch Satelliten) werden gleichzeitig von zwei Bodenstationen fotografiert, indem ihre am Himmel gezogene Spur mittels Zeitmarken in Punkte zerhackt und vor dem Sternhintergrund abgebildet wird. Später verwendete man dafür spezielle Satellitenkameras.
Die Ausmessung der Fotoplatten erfolgt an photogrammetrischen Komparatoren auf einige µm genau. Die gleichzeitig aufgenommenen „Beobachtungsvektoren“ jedes Spurpunktes definieren dann jeweils eine Ebene, welche die Verbindungslinie der zwei Standpunkte enthält und direkt im Fundamentalsystem der Sterne – also absolut – orientiert ist. Die Ebenen werden miteinander geschnitten, was den genauen Verbindungsvektor zwischen den Kameras ergibt.
Ab den frühen 1960er-Jahren wurde die Methodik zur Satellitentriangulation weiterentwickelt. Mit verbesserten, teilweise schon automatisierten Satellitenkameras wurden in den 1970ern weltweit mehrere interkontinentale Satellitentriangulationen durchgeführt, was bis dato wegen der Erdkrümmung technisch undurchführbar war. Die Astronomen und Geodäten des SAO konnten erstmals die gegenseitige Lage von vier Kontinenten direkt bestimmen, wobei Messstrecken über 5000 km überbrückt werden mussten. Als Hochziele dienten die Ballonsatelliten Echo 1 und 2 mit ihren 1000–1500 km hohen Bahnen. Die erreichte Meter-Genauigkeit übertraf die bisherigen Daten um das 10- bis 20-Fache. Auch Westeuropa wurde mit einem dichten Netz zwischen etwa 20 Universitätsinstituten überzogen, das den Namen WEST erhielt und zur genauen Definition des Europanetzes Europäisches Datum 1979 beitrug.
Den Höhepunkt dieser Entwicklung stellt das 1974 fertiggestellte „Weltnetz der Satellitentriangulation“ dar, mit dem weltweit 46 Stationen geodätisch verbunden wurden. Durch Auswertung einiger Tausend Fotoplatten (ballistische Kameras vom Typ BC-4) ließ sich das geodätische Datum aller beteiligten Staaten international auf 3 bis 5 m genau festlegen, was je nach Lotabweichung 10- bis 30-mal genauer als bisher war. Nur die Sowjetunion und China blieben dieser bis dato einmaligen globalen Kooperation aus militärischen Gründen (Geheimhaltung der Koordinaten) fern. Etwa die Hälfte der Platten wurde zwar korrekt (mit Sternen und dem vorausberechneten Satelliten) aufgenommen, ihr Pendant auf den 1–2 jeweiligen Gegenstationen misslang aber (meist wegen überraschender Bewölkung oder zu starkem Wind). Diese kalkulierten Ausfälle wurden durch die große Überbestimmung beim Netzausgleich wettgemacht.
Nachteilig an der Satelliten- bzw. Stellartriangulation ist lediglich, dass die gleichzeitige Sichtbarkeit von Ballons, Flugkörpern oder Satelliten auf mindestens zwei (besser 3) weit entfernten Bodenstationen bzw. Sternwarten gegeben sein muss. Erleichtert wird dies durch verlässliche Wetterprognosen. Dass dies im „Weltnetz“ etwa 1000-mal gelungen ist, hat auch zur internationalen Verständigung und dem Ende des Kalten Krieges beigetragen. Die heutige Erdmessung ist hingegen durch den Übergang von Licht- auf Mikrowellen (Systeme GPS, GLONASS und Galileo) von diesen Einschränkungen frei geworden.